# Ішме-Даган I
Ішме-Даган I — цар стародавнього міста-держави Ашшур.

## Правління
Від 1797 року до н. е. був співправителем свого батька, Шамші-Адада I, а після його смерті правив східною частиною Ассирії.
Ішме-Даган I запропонував своєму брату Ясмах-Ададу, який правив у західній частині держави, укласти договір про «братства» навіки, обіцяючи не вступати у стосунки залежності від царя Вавилона Хамурапі. Однак втручання вавилонського правителя до справ братів призвело до повернення на трон Марі попередньої династії в особі Зімрі-Ліма й цілковитого зникнення з історичної арени Ясмах-Адада.
Ішме-Даган I продовжував вести бойові дії з войовничим племенем турукку, які однак не привели до суттєвих результатів. Зрештою, Ішме-Даган був змушений укласти з ним мир і навіть одружив свого сина з дочкою вождя турукку Зазійї, давши за неї багатий викуп золотом і сріблом. Надалі турукку виступали на боці Ішме-Дагана проти Хамурапі.
Стосунки Ішме-Дагана I з південним сусідом — Вавилонією — після смерті Шамші-Адада I загострились. Ішме-Даган одного разу надав військову допомогу Хамурапі. Однак вавилонський цар висловив своє невдоволення, вважаючи її недостатньою. Похід Хамурапі до Північної Месопотамії 1757 року до н. е., під час якого він розбив сутіїв, субареїв і горців Загроса (турукку й какму), показав, що він не маж наміру продовжувати з Ішме-Даганом відносини, що витікали з укладеного ним самим свого часу договору про братство з Шамші-Ададом I.